# Інокентій II
Інокентій ІІ (лат. Innocentius; ?, Рим, Папська держава — 24 вересня 1143, Рим, Папська держава) — сто шістдесят третій папа Римський (14 лютого 1130— 24 вересня 1143).

## Біографія
Народився у Римі. Був призначений кардиналом ще за папи Пасхалія II.

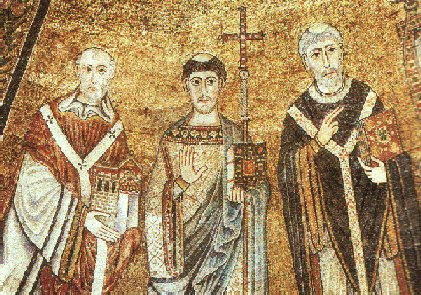
Частина мозаїки у церкві Санта Марія ін Трастевере у Римі. Папа Інокентій II стоїть крайнім зліва, поряд зі святими Лаврентіємі Калікстом. Папа зображений як засновник нової будівлі церкви, тримаючи її у своїх руках.

У 1130 році після смерті папи Гонорія II кардинали вирішили довірити вибори нового папи комісії з 8 осіб на чолі з папським канцлером Гаймаріком, кандидатом якого був кардинал Грегоріо Папарескі, що прийняв ім'я Інокентій II. Інші кардинали заявили, що Інокентій II був обраний не канонічно та вибрали папою кардинала П'єтро П'єрлеоне, римлянина чия сім'я була ворожою до сім'ї Франджипані, на яку опирався папський канцлер Гаймарік. П'єтро П'єрлеоне прийняв ім'я Анаклет II.
Анаклет II мав значну підтримку, тому Інокентій II був змушений утекти на північ Італії, а звідти кораблем до Франції, де його зустріли привітно завдяки впливу святого Бернарда. У Франції папа познайомився з імператором Священної Римської імперії Лотаром II та королем Англії Генріхом I. У серпні 1132 року Лотар II вирядився у похід до Італії з подвійною метою: змістити антипапу Анаклета II та коронуватись імператором. Коронація відбулась 4 червня 1133 року, проте антипапу усунути від влади не вдалось. Протистояння закінчилось лише 25 січня 1138 року через смерть Анаклета II.
7 липня 1136 року видав буллу, якою скасував залежність Гнезненської архідієцезії (Польща) від Магдебурзького архієпископства. У 1139 році на Другому Латеранському соборі був відлучений від церкви король Сицилії Рожер II.